# Église paroissiale de Saint-Pierre-du-Mont
Pour les articles homonymes, voir Église Saint-Pierre.
L'église paroissiale Saint-Pierre est un lieu de culte catholique situé sur la commune de Saint-Pierre-du-Mont, dans le département français des Landes. Son chœur et son clocher sont classés au titre des monuments historiques le 23 février 1969.

## Présentation
Saint-Pierre-du-Mont se présente de nos jours comme un satellite de Mont-de-Marsan, chef-lieu du département des Landes. Or cette petite ville constitue un foyer de peuplement antérieur à celui de Mont-de-Marsan. Cette antériorité lui vaut de posséder le monument historique le plus ancien, son actuelle église paroissiale, dont la partie primitive date du XIe siècle. L'histoire de Saint-Pierre-du-Mont tend à se confondre après la fondation de Mont-de-Marsan entre 1133 et 1141 par le vicomte Pierre de Marsan avec celle de cette dernière.

### Historique
Les moines de l'abbaye de Saint-Sever édifient la première église de Saint-Pierre-du-Mont à la fin du XIe siècle, faisant d'elle l'un des trois prieurés que possédait l'abbaye mère près du confluent de la Douze et du Midou. De l'époque romane, il ne subsiste plus qu'un chevet triconque construit en petit appareil (à l'exception de la partie supérieure des absides qui sont en moyen appareil), dont les trois absides voûtées de cul-de-four, de volumes sensiblement égaux, sont disposées autour d'un carré surmonté d'une tour-clocher peu élevée et comportant une bais sur chaque face.
Dans l'abside principale, les fenêtres fermées par un linteau monolithe sont au nombre de trois, alors qu'il n’y en a qu'une placée dans l’axe de chaque abside latérale. À l'extérieur, les absides centrale et méridionale et la tour-clocher sont ornées d'un entablement à billettes reposant sur des modillons sculptés aux motifs rappelant ceux de Saint-Sever (copeaux et rouleaux, têtes d’animaux, personnages en buste, étoiles alvéolées et serpents enlaçant des figures).
L'intérieur n’était pas décoré ; la coupole surmontant la tour-clocher est dissimulée par un décor de stuc de la fin du XVIIIe siècle, œuvre des frères Mazzetti, issus d'une grande famille de sculpteurs originaires de Cevio, en Suisse, auxquels on doit également le maître-autel en marbre polychrome.
En grande partie ruinée par les guerres de Religion, convertie en 1795 en entrepôt de blé à fourrage, l'église est rendue officiellement au culte lors du Concordat et agrandie en 1887-1888 par l'adjonction de deux collatéraux. C'est dans cette église que les maires de Mont-de-Marsan venaient prêter serment. En 1988, la nef fait l'objet d'un important programme de consolidation qui nécessite le dépôt de l'orgue. Le décor de la fin du XIXe siècle disparaît, ainsi qu'un vaste programme de peintures à fresque réalisé par Marie Baranger (vers 1941) et occupant tout le chœur. Dans les œuvres notables qu'abrite l'église, outre l'orgue, se trouve une porte en chêne sculpté datant du XVIIIe siècle, qui représente des caractéristiques communes avec celle de Saint-Médard, les statues de saint Pierre, de la Vierge à l'Enfant et de saint Louis (représenté sous les traits de Louis XVI), de la même époque.

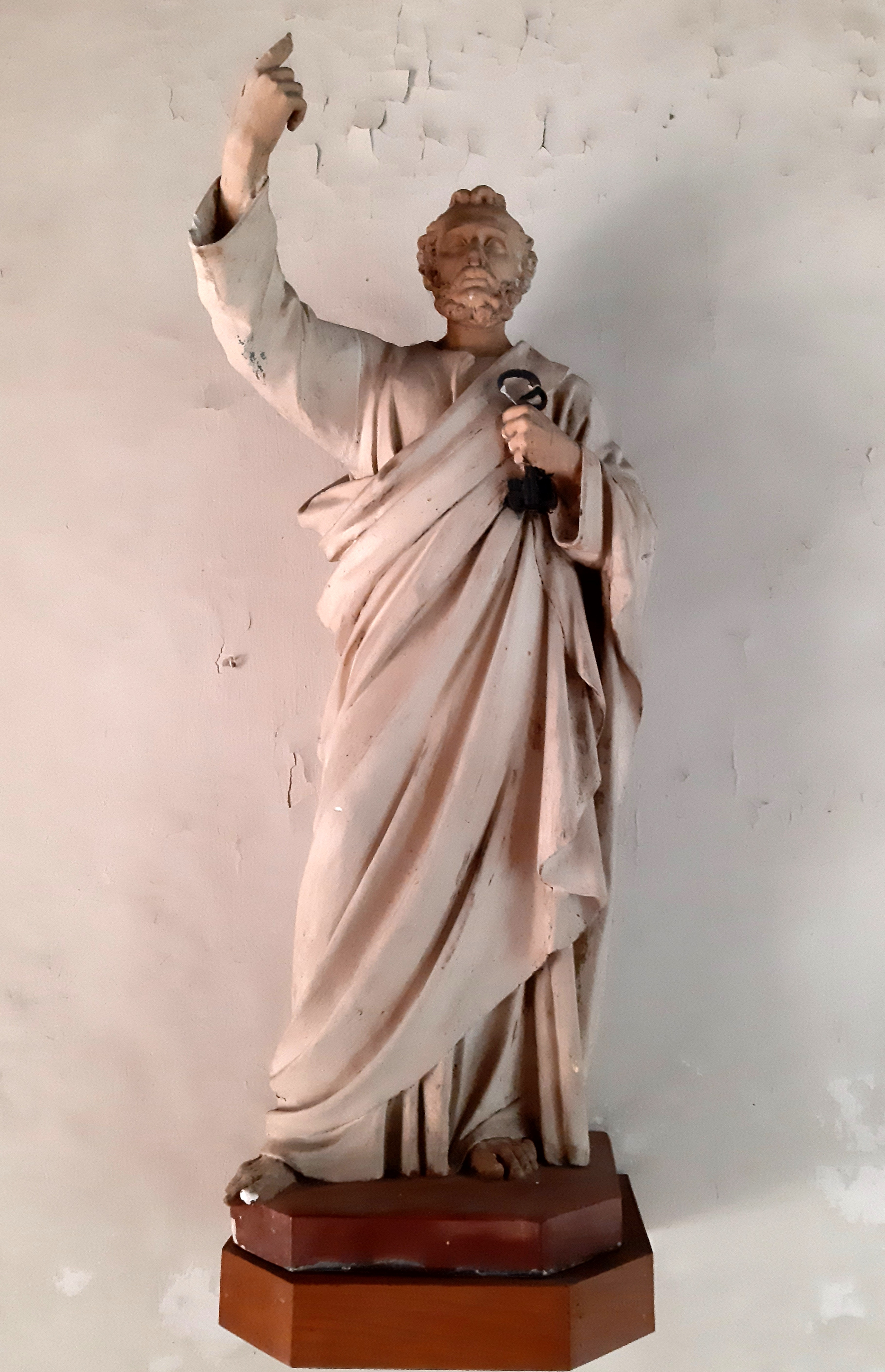
Statue de saint Pierre
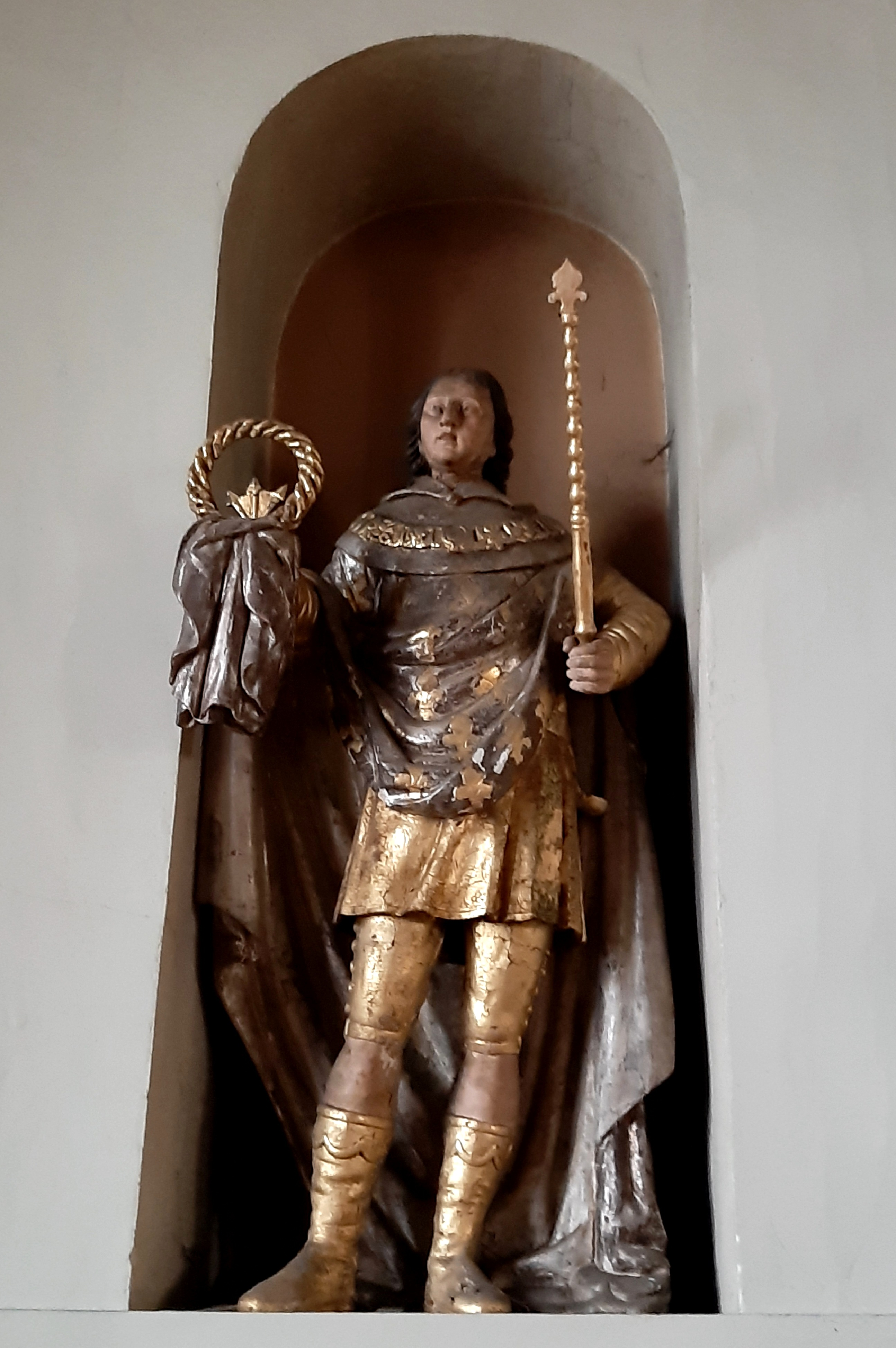
Statue de saint Louis sous les traits du roi Louis XVI
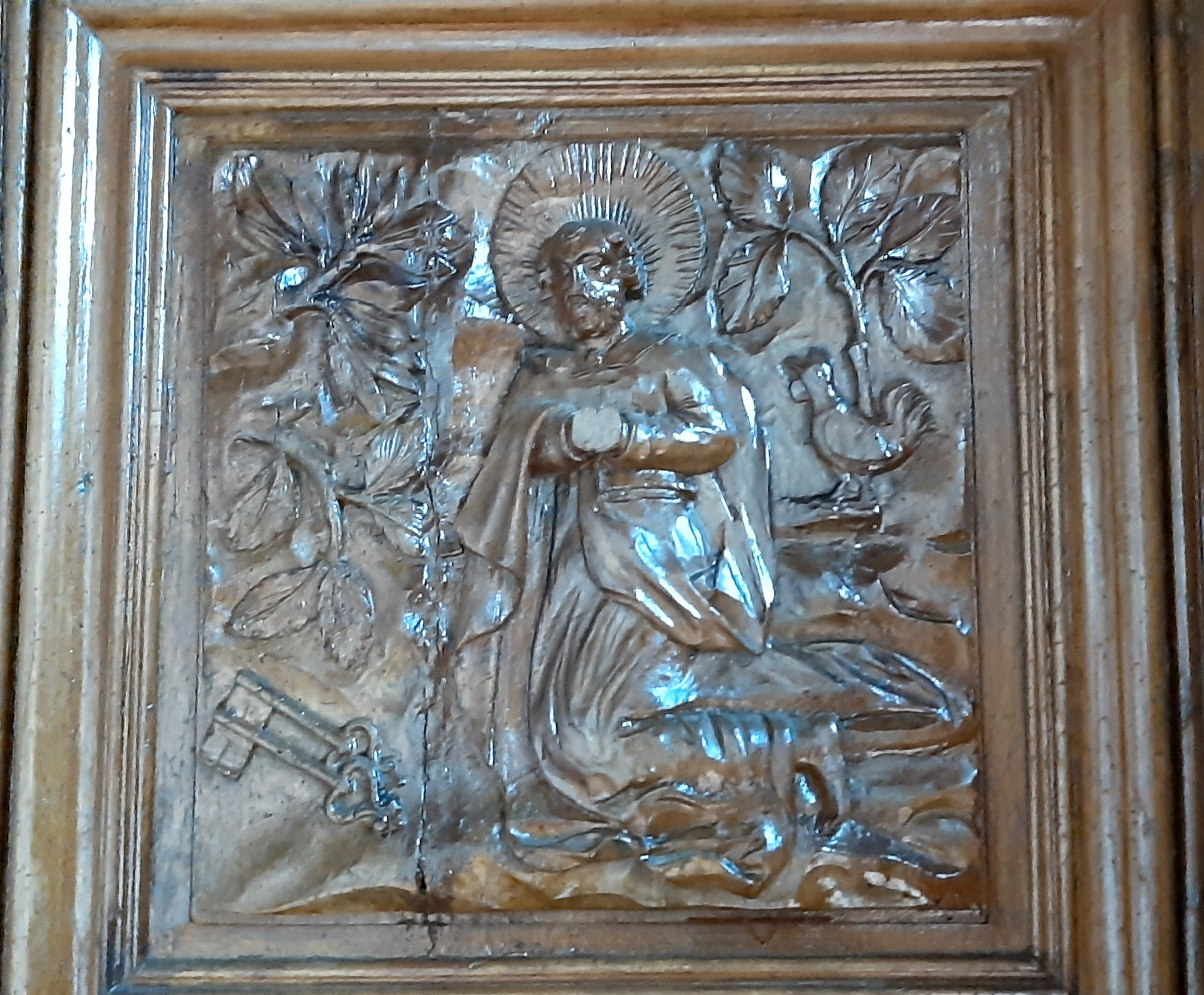
Détail de la porte en chêne sculpté. Les deux clefs du blason de Mont-de-Marsan sont représentées

La communauté paroissiale locale a, en outre, entrepris depuis quelques années un renouvellement décoratif du lieu grâce à l'intervention d'artistes contemporains reconnus. Ainsi, une « Vierge à l'Enfant » (2001) par Lydie Arickx, une « Annonciation » (2008) et une « Résurrection » (2009) par Pascal Daudon, tandis qu'une croix « résurrectionnelle » (2007) a été installée en avant du parvis extérieur par Jean-Pierre Latappy.

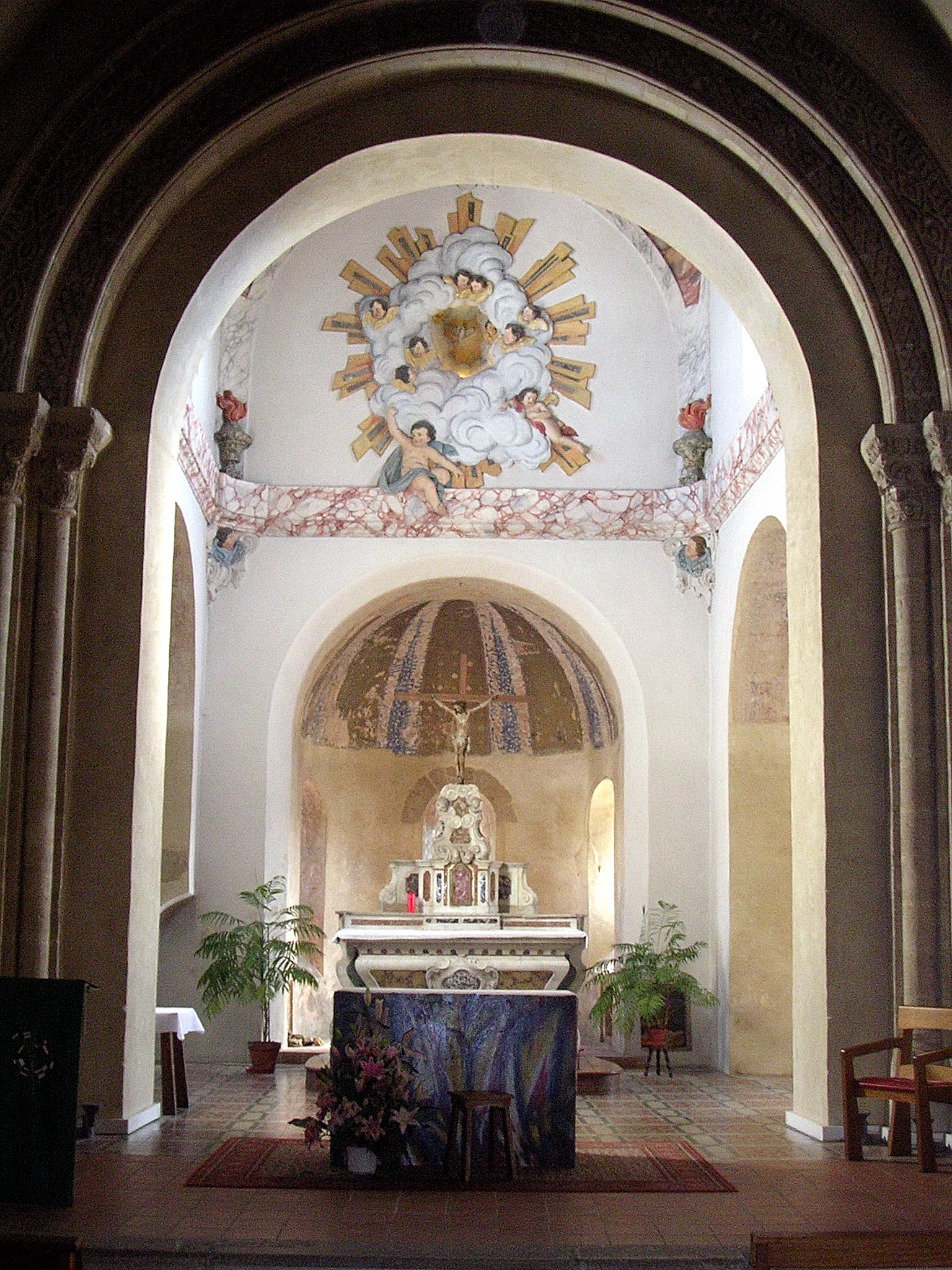
Le chœur
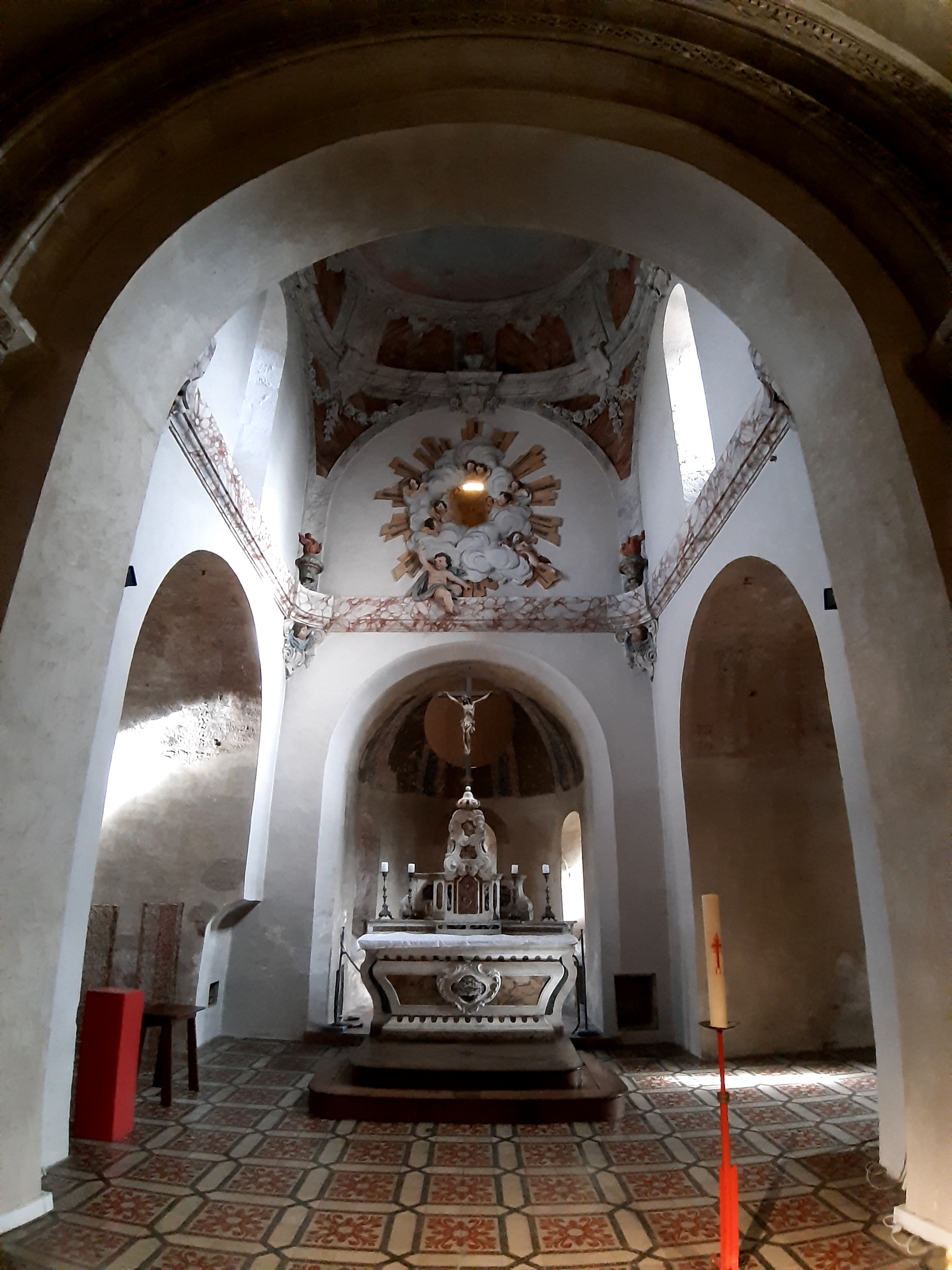
L'abside et les absidioles, suivant un plan bénédictin en forme de trèfle
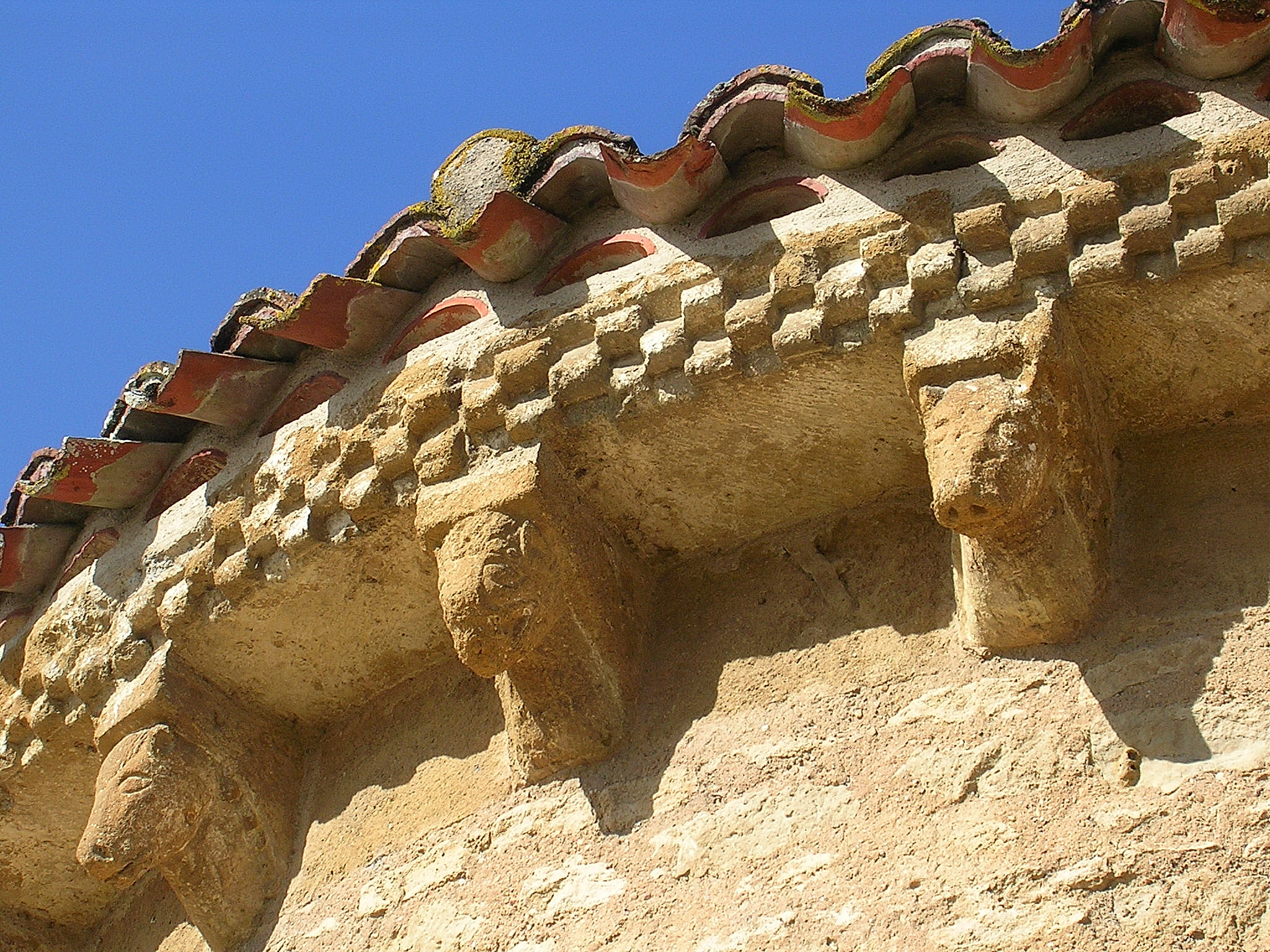
Modillons

### L'orgue
Construit par le facteur d’orgue Bernard Raupp, de Mirande dans le Gers, et inauguré le 20 octobre 2000, l'orgue est un instrument de trente jeux réels à transmission mécanique. Il est doté d'un positif de huit jeux, d'un grand corps comprenant en son centre le grand orgue (dix jeux), quatre jeux de pédales de chaque côté et en arrière, le récit de huit jeux. Il dispose de trois claviers de cinquante-six notes et d'un pédalier de trente-deux notes. Il permet d’aborder un répertoire musical allant du XVIe au XXe siècle. Une saison de concerts de haut niveau est organisée chaque année par l'Association des Amis de l'Orgue et de la Musique, faisant intervenir des musiciens et chanteurs prestigieux.

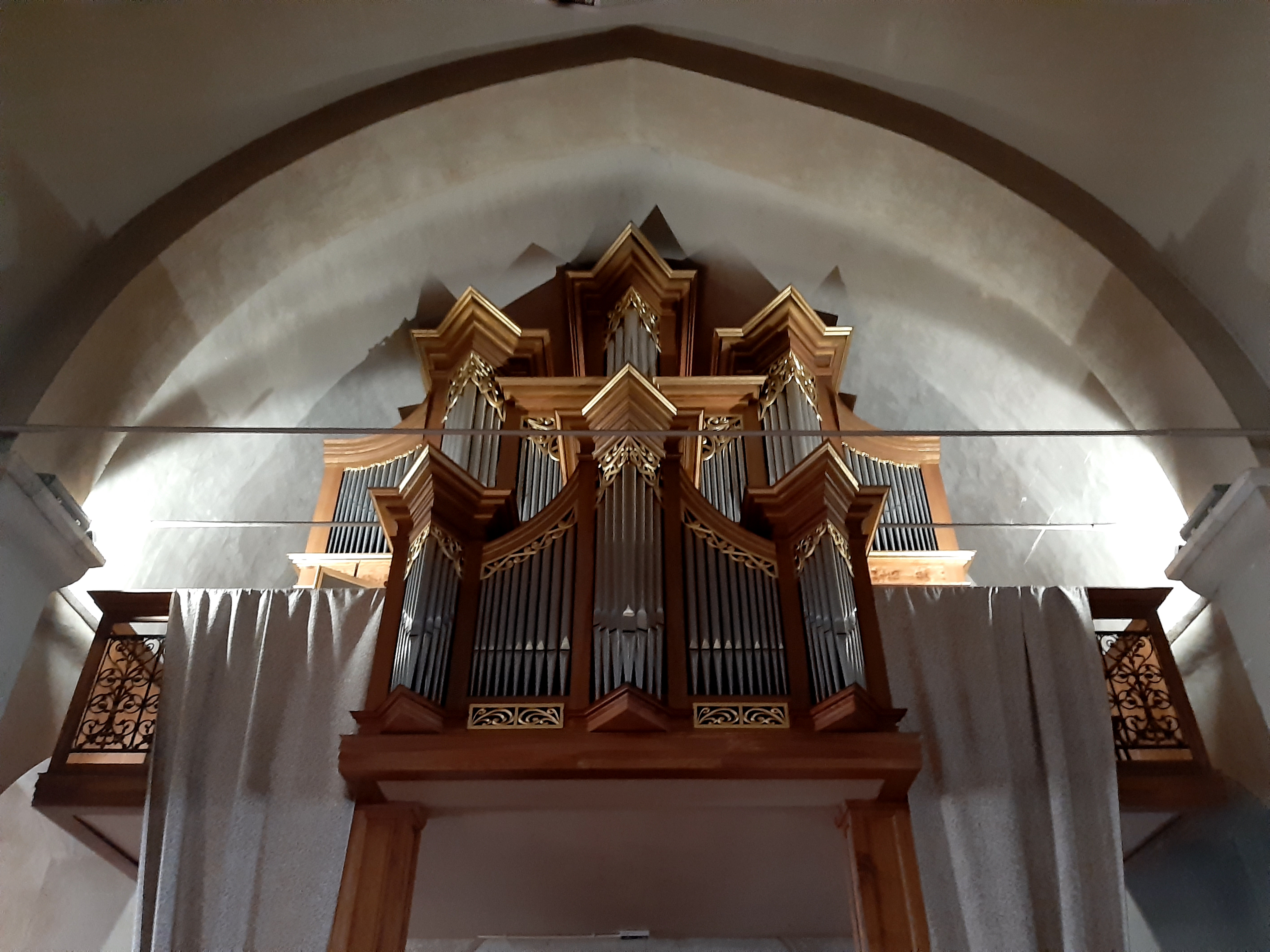
L'orgue